# فأر الشجرة
جنس أربوريموس هو مجموعة من الفئران الموجودة في غرب أمريكا الشمالية. اسم الجنس هو لاتيني الاصل ويعني «فأر الشجرة».
تعيش هذه الحيوانات في مناطق الغابات ويعيش نوعان في الأشجار. إنها قوارض صغيرة لها آذان قصيرة وأرجل طويلة. هم في الاصل العاشبة.تشمل الحيوانات المفترسة البوم وابن عرس.
تتضمن بعض المصادر هذا الجنس مع هيذر فولس، جنس فيناكوميس. .

## تصنيف
القائمة الكاملة للأنواع هي:
- فأر أبيض القدمين (ألبيبيس أربوريموس)
- فأر الشجرة الحمراء (لوجنيكاديس أربوريموس)
- فأر كاليفورنيا الأحمر (أربوريموس بومو)

وبناء على الحمض النووي، بومو وأربوريموس هما أكثر ارتباطا ببعضها البعض من النوع الآخر لوجنيكاديس.   هذا يعاكس الاقتراحات السابقة لكون ألبيبيس هو أكثر الأنواع القاعدية في الجنس.